# Kries-Zonentheorie
Die Zonentheorie ist eine historische Theorie zur Wahrnehmung der Farben im menschlichen Auge. Sie wurde von Johannes von Kries am Ende des 19. Jahrhunderts aufgestellt. Er vereinigte mit seiner Arbeit die Dreikomponententheorie mit der Gegenfarbentheorie. 
Zum gegenwärtigen Stand des Wissens siehe Farbwahrnehmung.

## These
Dass sich in der Malerei sämtliche Farben aus drei Grundfarben mischen lassen, war den Kunstmalern schon längere Zeit bekannt. Diese Dreidimensionalität wurde vom Franzosen Blonde festgehalten und von Thomas Young als Hypothese formuliert. Um 1850 erarbeitete der Physiker Hermann von Helmholtz die theoretischen Grundlagen dazu. Heute findet sie als additive Farbmischung Anwendung im RGB-Farbraum. Die Ursache liegt in den drei Zapfen des Farbsehens. Diese haben ihre Empfindlichkeiten für Blau (S-Zapfen), Grün (M-Zapfen) und Rot (L-Zapfen).

## Antithese
Auf Grund seiner Beobachtung zur Wirkung von Farben stellte der Physiologe Ewald Hering 25 Jahre später seine Farbtheorie auf. Bei seiner Vierfarbentheorie ging er davon aus, dass das Farbensehen auf drei unabhängigen Vorgängen beruht. Da keine Farbe zugleich rötlich und grünlich oder gleichzeitig Gelb und Blau ist, nahm er komplementäre Wahrnehmungen an, in denen die Farbwahrnehmung aus einem Rot-Grün-, einem Gelb-Blau- und einem Schwarz-Weiß-Ablauf besteht. Diese Gegenfarbentheorie findet ihre Anwendung im Lab-Farbraum.

## Conclusio
Um diesen Konflikt von drei oder vier Grundfarben zu entschärfen, teilte Kries den Vorgang des Farbensehens in eine periphere und eine zentrale Zone. Dabei nimmt die periphere Zone der Sehzellen drei Signale auf. Diese Signale werden in der zentralen Zone, also im Nervensystem, in einem Prozess zu zwei gegensätzlichen Paaren von Grundfarben geformt.

## Mathematische Grundlage
Durch Robert Luther wurde die theoretische Untermauerung in Vorbereitung des CIE-Normvalenzsystemes geschaffen. Die nach ihm benannte Luther-Transformation erläutert die Umrechnung. Zum einen legte er die trichromatische Zapfenerregung mit ihren Empfindlichkeitskurven zugrunde und überführte sie in „Assimilations“-„Dissimilations“-Werte nach folgenden Gleichungen.
Es seien L, M, S die Erregungsstärken des Farbreizes {\displaystyle \varphi _{\lambda }} und die Erregungskomponenten der Zapfen {\displaystyle {\vec {S}}{\text{ , }}{\vec {M}}{\text{ und }}{\vec {L}}} so ergibt sich die Farbvalenz als:
{\displaystyle {\vec {F}}=S\cdot {\vec {S}}+M\cdot {\vec {M}}+L\cdot {\vec {L}}}.
Messbar sind die spektralen Werte des Farbreizes   {\displaystyle {\bar {l}}(\lambda ){\text{ , }}{\bar {m}}(\lambda ){\text{ und }}{\bar {s}}(\lambda )}
{\displaystyle L=k\int _{380\,\mathrm {nm} }^{780\,\mathrm {nm} }\varphi _{\lambda }{\bar {l}}(\lambda )\,\mathrm {d} \lambda \,}
{\displaystyle M=k\int _{380\,\mathrm {nm} }^{780\,\mathrm {nm} }\varphi _{\lambda }{\bar {m}}(\lambda )\,\mathrm {d} \lambda \,}
{\displaystyle S=k\int _{380\,\mathrm {nm} }^{780\,\mathrm {nm} }\varphi _{\lambda }{\bar {s}}(\lambda )\,\mathrm {d} \lambda \,}
Der Farbreiz wird in seiner spektralen Verteilung zwischen 380 nm und 780 nm wirksam. Zur Berechnung wird deshalb der Wert Erregungsstärken an der Stelle, praktisch allerdings in der Bandbreite um, die Wellenlänge {\displaystyle \lambda } eingeführt.
Für den Rot-Grün-Prozess gilt dann das folgende Gleichungssystem. Die Lutherschen Momente lassen sich als Differenz aus den Spektralwerten der Erregungsstärken bestimmen.
Rot-Grün:  {\displaystyle {\bar {m}}_{rg}(\lambda )={\bar {m}}(\lambda )-{\bar {l}}(\lambda )}
Blau-Gelb:  {\displaystyle {\bar {m}}_{by}(\lambda )={\bar {l}}(\lambda )-{\bar {s}}(\lambda )}
Hell-Dunkel:  {\displaystyle {\bar {w}}(\lambda )=V(\lambda )}
Angemerkt sei: {\displaystyle V(\lambda )} ist die Helligkeitsempfindlichkeit.
Ein Formelansatz, der sich in den Farbräumen des Farbfernsehens wiederfindet. Der gleiche Formalismus gilt bei YCbCr-Farbmodell oder YPbPr-Farbmodell.